# Linda Thompson (zpěvačka)
Linda Thompson (rodným jménem Linda Pettifer; 23. srpna 1947 Londýn) je britská zpěvačka. Koncem šedesátých let vydala několik singlů v duu s Paulem McNeillem. Roku 1969 poprvé potkala kytaristu a zpěváka Richarda Thompsona, který se v říjnu roku 1972 stal jejím manželem. Od roku 1973 spolu dvojice začala vydávat alba; první z nich neslo název I Want to See the Bright Lights Tonight a do roku 1982 jich vyšlo dalších pět. Dvojice spolu měla dvě děti: syna Teddyho a dceru Kamilu; oba se rovněž věnují hudbě. Své první sólové album Linda Thompson vydala v roce 1985 a neslo název One Clear Moment. Roku 2008 přispěla zpěvem na album Beautiful Future skupiny Primal Scream.

## Diskografie
- I Want to See the Bright Lights Tonight (1974)
- Hokey Pokey (1975)
- Pour Down Like Silver (1975)
- First Light (1978)
- Sunnyvista (1979)
- Shoot Out the Lights (1982)
- One Clear Moment (1985)
- Fashionably Late (2002)
- Versatile Heart (2007)
- Won't Be Long Now (2013)